# Strange Affair
Strange Affair (Banquete da Morte, no Brasil) é um filme estadunidense de 1944 dirigido por Alfred E. Green e estrelado por Allyn Joslyn, Evelyn Keyes, Marguerite Chapman, Edgar Buchanan, Nina Foch e Hugo Haas.